# Matthew Needham
Matthew George Timothy Needham, född 13 april 1984 i Kingston upon Thames i London, är en engelsk skådespelare. Från och med 2022 porträtterar Needham Larys Strong i fantasyserien House of the Dragon.

## Biografi
Needham växte upp i Kingston upon Thames och spelade i Det susar i säven på National Theatre när han var sex år gammal. Han gick i skola på Claremont Fan Court School och tog examen från scenskolan med en Bachelor of Arts i skådespeleri från London Academy of Music and Dramatic Art 2007. 
Hans första TV-roll var som Toby de Silva i BBC-sjukhusserien Casualty (2007–2009).
Needham har framträtt på scen för Royal Shakespeare Company, Royal Court Theatre, Royal National Theatre, Almeida Theatre, och Shakespeare's Globe. Han nominerades 2011 till Ian Charleson Award.
Needmham spelade 2015 i kortfilmen Stutterer, med manus och regi av Benjamin Cleary och Serena Armitage och Shan Christopher Ogilvie som producenter. Filmen vann en Oscar för bästa kortfilm på den 88:e Oscarsgalan.
Needham medverkade 2017 i Unge kommissarie Morse i avsnitt 2 av fjärde säsongen, där han spelade Dudley Cavan. Samma år medverkade han i BBC Radio 3:s radioinspelning av Linje Lusta av Tennessee Williams.
Needham spelade Mr Crowe i första säsongen av Sanditon. Från 2022 spelar han Larys Strong i fantasydramaserien House of the Dragon på HBO.